# Трипалладийцерий
Трипалладийцерий — бинарное неорганическое соединение
палладия и церия
с формулой CePd3,
кристаллы.

## Получение
- Сплавление стехиометрических количеств чистых веществ:

{\displaystyle {\mathsf {3Pd+Ce\ {\xrightarrow {1437^{o}C}}\ CePd_{3}}}}

## Физические свойства
Трипалладийцерий образует кристаллы
кубической сингонии,
пространственная группа P m3m,
параметры ячейки a = 0,4124 нм, Z = 1,
структура типа тримедьзолота AuCu3
.
Соединение конгруэнтно плавится при температуре 1437°С
и имеет область гомогенности 75,3÷76,4 ат.% палладия.